# 大垣市立川並小学校
大垣市立川並小学校（おおがきしりつ かわなみしょうがっこう）は、岐阜県大垣市馬の瀬町にある公立小学校。

## 概要
- 通学区域は小泉町、直江町、平町、古宮町、米野町、米野町1-3丁目、深池町、牧新田町、難波野町、今福町、馬瀬町であり、公立中学校の進学先は大垣市立江並中学校及び大垣市立東中学校（小泉町、直江町）である[1]。

## 沿革
- 1872年（明治5年） - 安八郡平村（現・大垣市）の養楽寺において有志の手で教育が開始される。
- 1873年（明治6年） - 平村、馬瀬村（現・大垣市）が共同でに遵道義校が設置される。
- 1873年（明治6年） - 古宮村、米野村、深池村（現・大垣市）が共同で、謙益学校を設置する。
- 1873年（明治6年） - 牧新田村、難波野村、今福村（現・大垣市）が共同で、興譲学校を設置する。
- 1879年（明治12年） - 謙益学校が移転。有始学校に改称する。
- 1880年（明治13年） - 遵道義校が遵道小学校に改称する。
- 1880年（明治13年） - 直江村に世保学校が設置される。
- 1886年（明治19年） - 有始学校が有始尋常小学校に改称する。
- 1886年（明治19年） - 遵道小学校が遵道簡易小学校に改称する。
- 1889年（明治22年） - 有始尋常小学校と興譲学校が統合し、有始興譲簡易小学校になる。
- 1890年（明治23年） - 世保学校などが遵道簡易小学校と統合され、遵道尋常小学校になる。
- 1894年（明治27年） - 遵道尋常小学校が平村尋常小学校に改称される。
- 1894年（明治27年） - 有始興譲簡易小学校が難波野尋常小学校に改称される。
- 1897年（明治30年） - 古宮村、小泉村、直江村、平村、米野村、深池村、難波野村、今福村が合併して川並村となる。馬瀬村は牧村（現・安八町）と合併したため、牧尋常小学校（現安八町立牧小学校に合流する。
- 1901年（明治34年） - 平村尋常小学校は川並第一尋常小学校、難波野尋常小学校は川並第二尋常小学校に改称する。
- 1903年（明治36年） - 川並第一尋常小学校と川並第二尋常小学校が統合され、川並尋常小学校になる。川並第二尋常小学校は難波野分教場になる。
- 1906年（明治39年） - 旧古宮村に移転し、川並尋常高等小学校に改称する。同時に難波野分教場が廃止される。旧今福村の生徒を浅草尋常小学校（現・大垣市立江東小学校）に委託する（1909年まで）。
- 1941年（昭和16年） - 川並国民学校に改称する。
- 1947年（昭和22年） - 川並村立川並小学校に改称する。
- 1948年（昭和23年） - 安八郡川並村、牧村の一部（旧・馬瀬村）が大垣市に編入され、大垣市立川並小学校に改称する。校区は川並村と旧・馬瀬村になる。
- 1956年（昭和31年） - 現在地に移転。
- 1974年（昭和49年） - 現校舎になる。
- 2005年（平成17年）-創立100周年を迎える。

## 交通機関
- 名阪近鉄バス川並線「川並小前」バス停
  - 大垣駅前バスのりば（大垣駅南）2番のりばより、「川並今福」行き